# Máfia dos Vampiros
Em 2004 a Polícia Federal (PF) descobriu uma organização criminosa criada em 1998 cujo esquema, apelidado Máfia dos Vampiros, de três empresas que faziam acordos para garantir a divisão do mercado de hemoderivados e envolvia empresários, grupos de pressão, funcionários do Ministério da Saúde e deputados. Tinham desfalcado o Ministério da Saúde em cerca de dois bilhões de reais através dum esquema de faturas falsas e licitações fraudulentas. As quadrilhas envolvidas competiam entre si na superfaturação de remédios e hemoderivados.
As investigações começaram em 2003 com a investigação da PF a resultar em 2008 no Ministério Público Federal no Distrito Federal (MPF/DF) em propor ação de improbidade administrativa contra sete pessoas e três empresas envolvidas na máfia que forjava as licitações para aquisição de hemoderivados no Ministério da Saúde.